# Isabella Ferreira
Pour les articles homonymes, voir Ferreira.
Isabella Ferreira, née le 20 décembre 2002 à Boston (Massachusetts) et a vécu dans le Michigan, est une actrice américaine. D'origine brésilienne,est notamment connue pour ses rôles dans Orange is the new black, Love Victor et Incoming.

## Biographie
C’est la plus belle fille qui a pu jouer dans des films et séries notable comme love Victor ou encore les nouveaux . 

## Carrière
En 2020, elle incarne Pilar, la sœur de Victor dans la série Love, Victor, spin-off télévisé du film Love, Simon de Greg Berlanti. Après une seule audition à New-York, elle apprend être sélectionnée trois semaines plus tard sans avoir à devoir repasser de test à Las Vegas aux États Unis 

## Filmographie

### Cinéma
- 2019 : Joker : la fille flirtant avec lui  dans le bus
- 2022 : Crush : Gabriela Campos[2]

### Télévision
- 2019 : Orange Is the New Black : Eva Diaz (3 épisodes)
- 2020–2022 : Love, Victor : Pilar Salazar (21 épisodes)
- 2020 : Social Distance : Madison[3]